# 기요하루
기요하루(일본어: 清春 きよはる[*], 1968년 10월 30일 ~ )는 일본의 음악가이며, 뮤지션이다. 본명은 모리 기요하루(森清治 もり きよはる[*])이다.

## 약력

### 유년·청년기
1968년, 삼 형제의 장남으로 태어나서 어렸을 때는 아버지에 대한 공포심이 강하였다고 한다. 그렇기에 무언가를 상담할 때는 어머니만을 상대했다고 한다. 공업 고등학교에 입학해서 재학 중에 밴드를 시작했다. 당시 디자인 과를 졸업하고, 공장에 취직했다고 한다.

### 구로유메
구로유메 이전에 재적했던 밴드는 GARNET, SUS4 등이 있다.
1991년에 아이치현 나고야시에 거점을 두고 키요하루를 중심으로 쿠로유메라는 4인조 밴드를 결성, 뮤지션이 되지 못하면 집안의 공장을 이어받을 예정이었으나 25세에 쿠로유메의 보컬로서 메이저 데뷔를 했다. 당시 라이브에서 '여러분 덕분에 저도 연예인이 되었습니다.'라며 장난스럽게 이야기했다.
인디즈 시절부터 90년대 초까지는 비쥬얼계의 외모를 유지하고 있었으나 중반부터는 화장을 하지 않기 시작하며 구로유메의 보컬이면서 일종의 패션 리더로서의 인기도 얻기 시작하였다.

### 구로유메의 종막
많은 수의 라이브를 중심으로 활동을 계속했던 쿠로유메는 1999년 갑자기 '무기한 활동중단'을 발표하며 사실상 해체상태가 되었다(2009년 1월 29일 하루 한정 라이브를 끝으로 정식 해산을 발표했다). 그 후 구로유메의 서포트 뮤지션인 사카시타 다케토모와 SADS를 결성하였다.

## 현재
1998년에 결혼하여 현재 2명의 딸을 가진 아버지이기도 하다.
자신의 패션 브랜드인 Charm Cult, Moonage Devilment, Jubilee&Mayhem를 이끌면서 지금도 패션지에도 많이 실리고 있다. 실버 액세사리인 Justin Davis를 애용해서 일본에서는 이 브랜드의 광고탑 같은 존재로서 Justin과 기요하루의 합동 작품도 발매되었다.
2003년부터 솔로 활동을 시작하였다. 구로유메, SADS시절과는 대조적으로 솔로활동을 시작하고부터는 팬들에게 감사의 기분을 전하는 말이나 인터뷰를 자주 하게 되었다.
SADS후기부터 쿠로유메 시절의 곡을 부르게 되어서 솔로가 된 지금도 가끔 부르고 있다(그중에는 구로유메 멤버였던 히토시가 작곡한 곡이 포함된 일도 있다). 라이브 공연시간은 평균 3시간을 넘으며 장기화하는 경향이 있다.
기요하루는 음악활동을 하면서 문신을 새겨왔다. 가장 최근의 문신은 오른쪽 팔에 있다. 가슴에는 나비모양의 문신이 새겨져 있다.